# Denver Broncos 1971
La stagione 1971 dei Denver Broncos è stata la 2ª della franchigia nella National Football League, la 12ª complessiva e la quinta e ultima con Lou Saban come capo-allenatore che si dimise dopo nove partite. La squadra finì la stagione con 4 vittorie, 9 sconfitte e un pareggio, terminando ancora una volta all'ultimo posto della AFC West division. Floyd Little divenne il 13º giocatore nella storia del football professionistico a superare le mille yard corse in una stagione.

## Scelte nel Draft 1971
| Stagione regolare |                        |           |                                 |        |          |
| Turno             | Avversario             | Risultato | Stadio                          | Record | Pubblico |
| 1                 | Miami Dolphins         | P 10–10   | Mile High Stadium               | 0–0–1  | 51,228   |
| 2                 | at Green Bay Packers   | S 13–34   | Milwaukee County Stadium        | 0–1–1  | 47,957   |
| 3                 | Kansas City Chiefs     | S 3–16    | Mile High Stadium               | 0–2–1  | 51,2     |
| 4                 | Oakland Raiders        | S 16–27   | Mile High Stadium               | 0–3–1  | 51,2     |
| 5                 | San Diego Chargers     | V 20–16   | Mile High Stadium               | 1–3–1  | 51,2     |
| 6                 | at Cleveland Browns    | V 27–0    | Cleveland Stadium               | 2–3–1  | 75,674   |
| 7                 | at Philadelphia Eagles | S 16–17   | Veterans Stadium                | 2–4–1  | 65,358   |
| 8                 | Detroit Lions          | S 20–24   | Mile High Stadium               | 2–5–1  | 51,2     |
| 9                 | Cincinnati Bengals     | S 10–24   | Mile High Stadium               | 2–6–1  | 51,2     |
| 10                | at Kansas City Chiefs  | S 10–28   | Municipal Stadium               | 2–7–1  | 49,945   |
| 11                | at Pittsburgh Steelers | V 22–10   | Three Rivers Stadium            | 3–7–1  | 39,71    |
| 12                | Chicago Bears          | V 6–3     | Mile High Stadium               | 4–7–1  | 51,2     |
| 13                | at San Diego Chargers  | S 17–45   | San Diego Stadium               | 4–8–1  | 44,347   |
| 14                | at Oakland Raiders     | S 13–21   | Oakland–Alameda County Coliseum | 4–9–1  | 54,651   |

## Classifiche
| AFC West           | AFC West | AFC West | AFC West | AFC West | AFC West | AFC West | AFC West | AFC West | AFC West |
|                    | V        | S        | P        | %        | DIV      | CONF     | PF       | PS       | Str.     |
| ------------------ | -------- | -------- | -------- | -------- | -------- | -------- | -------- | -------- | -------- |
| Kansas City Chiefs | 10       | 3        | 1        | .769     | 4–1–1    | 8–2–1    | 302      | 208      | V3       |
| Oakland Raiders    | 8        | 4        | 2        | .667     | 4–1–1    | 7–3–1    | 344      | 278      | V1       |
| San Diego Chargers | 6        | 8        | 0        | .429     | 2–4      | 4–7      | 311      | 341      | S1       |
| Denver Broncos     | 4        | 9        | 1        | .308     | 1–5      | 3–6–1    | 203      | 275      | S2       |

Nota: I pareggi non venivano conteggiati ai fini della classifica fino al 1972.